# Jovan Ilievski
Jovan Ilievski (* 3. Juli 1958 in Tetovo) ist ein nordmazedonischer Jurist, Hochschullehrer und Richter am Europäischen Gerichtshof für Menschenrechte.

## Leben und Wirken
Ilievski studierte Rechtswissenschaften an der Universität Skopje und legte dort 1983 sein Diplom ab. 1985 wurde er zur nordmazedonischen Anwaltschaft zugelassen. Ab 1988 arbeitete er als Staatsanwalt in Skopje. Diese Stellung gab er 1993 auf und wurde Strafverteidiger, bis er 1997 wieder zur Staatsanwaltschaft zurückkehrte. 2004 wurde er dort Leiter der Abteilung für die Verfolgung organisierter Kriminalität und von Korruptionsdelikten. Von 2006 bis 2017 war er zudem Mitglied des Consultative Council of European Prosecutors (CCPE) des Europarates. 2009 übernahm er die Leitung der nordmazedonischen Staatsanwaltschaftsbehörde, die für die Bekämpfung organisierter Kriminalität und Korruption zuständig ist. 2011 erwarb Ilievski von der Universität Skopje den Mastergrad in Kriminalwissenschaften und wurde 2013 dort zum Dr. iur. promoviert. Von 2013 bis 2017 lehrte er als Professor an der Universität Štip.
Im Oktober 2016 wurde er als Nachfolger von Mirjana Lazarova-Trajkovska als Vertreter Nordmazedoniens zum Richter am Europäischen Gerichtshof für Menschenrechte gewählt. Diese Wahl war in seiner Heimat nicht unumstritten. Menschenrechtsaktivisten warfen ihm persönliche Verwicklungen in einen Korruptionsskandal um den früheren Geheimpolizeichef Saso Mijalkov vor. Gleichwohl trat Ilievski seine voraussichtlich bis 2026 dauernde Amtszeit am EGMR am 1. Februar 2017 an.